# Fedor Bruck
Fedor Bruck (* 17. August 1895 in Leobschütz, Oberschlesien; † Februar 1982 in New York City als Theodore A. Brook) war ein deutscher Zahnarzt.

## Leben

### Familie und Beruf
Fedor Bruck wurde als ältester von drei Geschwistern am 17. August 1895 in Leobschütz in Oberschlesien geboren. Seine Eltern Felix (* 1864; † 1927) und Else Bruck waren gut situierte Bürger jüdischer Herkunft, die in Ratibor das Hotel „Prinz von Preußen“ betrieben. Seine Tanten waren Franziska Bruck (* 1866; † 1942), die Opfer der Nationalsozialisten wurde, und die Friedensaktivistin Elsbeth Bruck (* 1874; † 1970).
Bruck kämpfte im Ersten Weltkrieg und beendete 1921 das Studium der Zahnmedizin in Breslau mit der Approbation. Anschließend ließ er sich mit einer Praxis in Liegnitz nieder, wo er Käthe Heusermann zur Zahnarzthelferin ausbildete. Bis 1932 war Bruck Stadtschulzahnarzt.

### Zeit des Nationalsozialismus und Zweiter Weltkrieg
Nach der Machtergreifung der Nationalsozialisten im Januar 1933 wurde es zunehmend schwieriger für jüdische Zahnärzte, sodass Bruck 1936 seine Praxis aufgeben musste und nach Berlin ging. Dort konnte er noch einige Zeit in der Fasanenstraße 20 in Berlin-Charlottenburg praktizieren. Mit dem Reichsbürgergesetz vom Januar 1939 wurde ihm schließlich die Approbation entzogen, wodurch er nur noch als sogenannter „Zahnbehandler“ agieren und ausschließlich Juden und Familienangehörige behandeln durfte.
Im Oktober 1942 erfuhr Bruck, dass er durch die Gestapo deportiert werden sollte, weshalb er die Flucht ergriff. Immer wieder fand er Freunde oder Familienangehörige, die bereit waren, ihn zu verstecken. Besonders der Berliner Zahnarzt Otto Berger half ihm und besorgte ihm falsche Papiere unter dem Namen Dr. Friedrich Burkhardt. Bei Bombenangriffen verlor Bruck seine persönliche Habe, die er Freunden zur Aufbewahrung gegeben hatte. Im November 1943 wurde auch seine zahnärztliche Einrichtung, die er in einem Dentaldepot in der Prager Straße untergebracht hatte, bei alliierten Flugangriffen zerstört. Für eine kurze Zeit fand Bruck erneut Zuflucht bei seiner Cousine, bis sein Freund Berger ein Haus mit Garten in Berlin-Zehlendorf mietete. Hier lebte er den Sommer 1944. Er besaß nur noch ein paar Kleidungsstücke und eine Aktenmappe mit den wichtigsten Papieren. Im Dezember 1944 zog Bruck dann in eine Wohnung in Berlin-Steglitz, die Berger zugewiesen worden war. Am 25. April 1945 ging auch diese durch Angriffe in Flammen auf. Bruck berichtete 1964 über Berger:

„Ich lernte Herrn Otto Berger im Frühjahr 1943 kennen. Als er bei dieser Gelegenheit erfuhr, dass ich als Rassenverfolgter ein illegales Leben führe, versorgte er mich gleich bei dieser ersten Begegnung mit Lebensmitteln und bot mir an, mich bei sich aufzunehmen. Dieser Fall trat kurze Zeit später ein und ich zog Anfang Juli 1943 in die Wohnung von Otto Berger.“

Nach dem Einmarsch der sowjetischen Truppen in Berlin suchte Bruck am 4. Mai 1945 seine frühere Helferin Käthe Heusermann in einer Praxis in Berlin-Wilmersdorf auf. Sie war seit 1937 bei Professor Hugo Blaschke, Zahnarzt von Adolf Hitler, als Helferin angestellt und viele Jahre bei den zahnärztlichen Behandlungen Hitlers zugegen gewesen. Heusermann bestärkte Bruck in seinen Überlegungen, die Praxis Blaschkes zu übernehmen. Bruck zog in das Haus am Kurfürstendamm, nachdem er von der Russischen Kommandantur, dem Ärzteverband und dem Gesundheitsamt die Zuweisung in die Praxis und die dazugehörige Wohnung erhalten hatte.

### Identifizierung von Hitlers Leichnam
Am 9. Mai 1945 suchten Angehörige des NKWD, „ein Russischer Oberleutnant, eine Russische Geheimagentin, … sowie ein Herr in Zivil“ Brucks Praxis auf, in der Hoffnung Blaschke dort anzutreffen. Dieser war jedoch bereits im April aus der Stadt geflohen, wobei er auch Hitlers Zahnunterlagen mitgenommen hatte, die nun gebraucht wurden, um Hitlers Leichnam zu identifizieren. Weiterhin berichtete Bruck:

„Wir suchten alles durch, fanden aber von Hitler weder Röntgenaufnahmen noch Kartothekkarten, dagegen welche von Himmler, Ley, Göring, Goebbels und anderen, welche die Russen an sich nahmen. […] Auf die Frage, ob denn niemand da wäre, der über Hitlers Zähne Bescheid wisse, holte ich den Techniker Echtmann herein, der aber keinerlei Auskunft geben konnte, da er nie bei einer Behandlung dabei war und die technischen Arbeiten bei Hitler zu einer Zeit gemacht worden waren, wo er noch nicht in Blaschkes Diensten stand. Als es sich nun herausstellte, dass Käthe Heusermann seit vielen Jahren immer bei Hitlers Behandlungen assistiert habe, wurde ich beauftragt, sie zu holen. Die Geheimagentin ging mit mir zur Tür, wo sie den Chauffeur beauftragte, meinen Anweisungen Folge zu leisten. Sie kam nur sehr ungern mit, da sie fürchtete, man vermute in ihr ein prominentes Mitglied der Nazipartei und würde ihr etwas Böses tun. Ich überredete sie mitzukommen…“

Bruck erfuhr von Heusermann, dass Hitler identifiziert wurde. Da Heusermann und Echtmann verhaftet und für 10 Jahre in Lagerhaft kamen, um niemand anderem als Zeugen dienen zu können, traf Bruck sie nicht mehr wieder.
Am 5. Juli suchten Bruck amerikanische Journalisten auf und befragten ihn nach Käthe Heusermann und seinem eigenen Schicksal. Am 7. Juli erschienen drei britische Korrespondenten. Unter ihnen war William Forrest vom News Chronicle. Am 9. Juli 1945 berichtete die britischen Zeitung dann über die Identifizierung von Hitlers Überresten anhand der Informationen, die Fedor Bruck William Forrest gegeben hatte.
Einige Jahre nach Brucks Tod erfuhr die Zahnärztin Menevse Deprem-Hennen von seinem Sohn, Wolfgang Lutze, der als Jurist in der Staatskanzlei in Düsseldorf arbeitete, von einigen Unterlagen im Besitz der Familie Bruck/Lutze. Es waren Zahnarzt-Unterlagen u. a. über Hitler und Göring, anhand derer sie 2009 ihre Doktorarbeit mit dem Titel Dentist des Teufels: die Karriere des Johannes Blaschke schrieb. Lutze hatte diese Unterlagen von seinem Vater, Fedor Bruck, erhalten.

### Auswanderung
Bis 1947 praktizierte Bruck in Deutschland. Da er jedoch befürchten musste, ebenfalls verhaftet zu werden, wanderte er in die USA aus. Da seine deutschen Abschlüsse nicht anerkannt wurden, konnte er nicht mehr als Zahnarzt praktizieren, weshalb er einige andere Arbeiten verrichtet, u. a. als Highway-Polizist. Sein Bruder und seine Mutter folgten ihm in die USA; seine Schwester war in Auschwitz ermordet worden.
Im Dezember 1952 wurde Bruck Bürger der Vereinigten Staaten von Amerika und änderte seinen Namen legal in Theodore A. Brook. Er lebte bis zu seinem Tode im Februar 1982 in New York City.